# مرسوم الحمراء

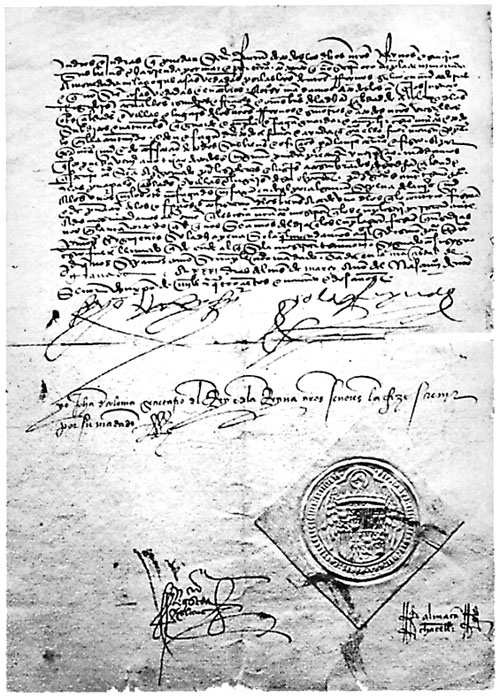
نسخة موقعة من القرار

مرسوم الحمراء أو قرار الطرد أصدره في 31 آذار 1492 الملك الكاثوليكي الأسباني فرناندو الثاني والملكة إيزابيلا الأولى ونص على طرد كل اليهود من مملكة إسبانيا وأقاليمها قبل 31 تموز 1492.
ألغي المرسوم رسميا في 16 ديسمبر 1968، بعد المجمع الفاتيكاني الثاني. يقدر عدد اليهود اليوم في إسبانيا ب 50000 نسمة.